# Tomáš Michálek
Tomáš Michálek (* 27. listopadu 1977, Městec Králové, Československo) je bývalý český fotbalový záložník, který působil v prvoligovém týmu FK Baumit Jablonec.

## Klubové statistiky
Aktuální k 30. srpna 2011
| Sezona | Klub               | Země    | Soutěž   | Zápasy | Góly |
| ------ | ------------------ | ------- | -------- | ------ | ---- |
| 97/98  | SK Český Brod      | Česko   | ČFL      | ?      | ?    |
| 98/99  | SK Český Brod      | Česko   | Divize C | ?      | ?    |
| 99/00  | SK Český Brod      | Česko   | Divize C | ?      | ?    |
| 00/01  | Mogul Kolín        | Česko   | ČFL      | ?      | ?    |
| 01/02  | FK Jablonec 97     | Česko   | 1. liga  | 31     | 3    |
| 02/03  | FK Jablonec 97     | Česko   | 1. liga  | 20     | 3    |
| 03/04  | FK Jablonec 97     | Česko   | 1. liga  | 26     | 8    |
| 04/05  | FK Jablonec 97     | Česko   | 1. liga  | 26     | 8    |
| 05/06  | FK Jablonec 97     | Česko   | 1. liga  | 16     | 7    |
|        | Malatyaspor        | Turecko | 1. liga  | 9      | 0    |
| 06/07  | Wisła Płock        | Polsko  | 1. liga  | 30     | 2    |
| 07/08  | Wisła Płock        | Polsko  | 2. liga  | 14     | 2    |
|        | FK Jablonec 97     | Česko   | 1. liga  | 14     | 2    |
| 08/09  | FK Baumit Jablonec | Česko   | 1. liga  | 29     | 4    |
| 09/10  | FK Baumit Jablonec | Česko   | 1. liga  | 21     | 0    |
| 10/11  | FC Zbrojovka Brno  | Česko   | 1. liga  | 13     | 4    |
|        | FK Baumit Jablonec | Česko   | 1. liga  | 3      | 0    |
| 11/12  | Bohemians 1905     | Česko   | 1. liga  | 11     | 0    |
|        | celkem             |         |          | 263    | 43   |